# Alberto Callejo
Callejo  Román est un nom espagnol. Le premier nom de famille, en général paternel, est Callejo ; le second, en général maternel, souvent omis, est Román.
Alberto Callejo, né le 8 avril 1932 à Madrid en Espagne et mort le 21 août 2013, est un footballeur international espagnol qui occupe le poste d'ailier gauche puis de défenseur. Remportant à deux reprises la Coupe d'Espagne en 1960 puis 1961 ainsi que la Coupe des coupes 1962 avec l'Atlético de Madrid, il compte trois sélections avec l'équipe d'Espagne.

## Biographie

### Carrière de joueur

#### En club
Né le 8 avril 1932 à Madrid, Alberto Callejo Román commence le football dans le club de son quartier, l'UD Almendros, une fois la guerre d'Espagne terminée. Il occupe alors la position d'ailier. Il intègre ensuite les équipes du Rácing Labrador puis de Cuatro Caminos. C'est en tant que joueur de ce club qu'il est repéré par l'Atlético de Madrid.
Prêté une première fois au Rayo Vallecano en 1949, il découvre en 1950 la Segunda División sous le maillot du Grenade CF. Il dispute sa première rencontre à ce niveau le 17 septembre 1950 lors d'une défaite 3-2 sur le terrain du RCD Córdoba. Callejo est l'auteur des deux buts de son club. La saison suivante, il reste au même niveau en tant que joueur du Real Oviedo et dispute 18 rencontres avec cette équipe qui obtient le titre en fin de saison. Callejo ne termine toutefois pas la saison avec le club asturien, étant rappelé à Madrid par Helenio Herrera pour compenser les absences de certains joueurs blessés. Il découvre donc la Primera División le 6 avril 1952 lors d'une défaite 3-0 sur le terrain du FC Valence, et participe également à une autre rencontre cette saison-là avec l'Atlético. Il inscrit dix buts lors des deux saisons suivantes, jouées en tant qu'ailier gauche.
En 1955, Helenio Herrera, devenu entraîneur du FC Séville, souhaite recruter Callejo. Celui-ci ne satisfait cependant pas la visite médicale, ce qui annule le transfert et le contraint à une absence prolongée des terrains. Il reprend la compétition en 1956-1957 en Segunda División en étant prêté au Rayo Vallecano jusqu'à la fin du mois de décembre. Une fois rentré à Madrid, l'entraîneur Ferdinand Daučík décide de le faire quitter son poste offensif pour devenir défenseur gauche,,.
C'est à ce nouveau poste que Callejo remporte la Coupe d'Espagne en 1960 puis 1961, les deux fois en dominant en finale le club rival du Real Madrid ainsi que la Coupe des coupes 1962, la première coupe d'Europe de l'histoire de l'Atlético de Madrid. Disputant son dernier match de Primera División le 21 octobre 1962 lors d'une victoire à domicile 3-0 face au CA Osasuna, sa fin de carrière est actée à l'issue de la saison 1962-1963. Un match est organisé pour lui rendre hommage le 6 janvier 1965 au Metropolitano devant 35 000 spectateurs,,.

#### En sélection
La première sélection en équipe nationale d'Alberto Callejo a lieu le 13 mars 1958 lors d'un déplacement à Paris pour affronter la France, un match qui se solde par un nul 2-2. Sa dernière sélection avec la Roja se déroule le 13 avril 1958 lors de la réception à Madrid du Portugal pour une victoire espagnole 1-0. Ses trois sélections en équipe nationale se soldent par une victoire, un match nul et une défaite.

### Après-carrière
Alberto Callejo meurt le 21 août 2013.

## Palmarès
Durant sa carrière en club, Callejo remporte avec le Real Oviedo la Segunda División en 1951-1952. Sous les couleurs de l'Atlético de Madrid, il remporte la Coupe d'Espagne en 1960 puis 1961. Il gagne également la Coupe des coupes 1962.

## Statistiques
Le tableau ci-dessous résume les statistiques en match officiel d'Alberto Callejo durant sa carrière de joueur professionnel,.
| Saison                | Club                    | Championnat           | Championnat | Championnat | Coupe(s) nationale(s) | Coupe(s) nationale(s) | Compétition(s) continentale(s) | Compétition(s) continentale(s) | Compétition(s) continentale(s) | Espagne | Espagne | Total | Total |
| Saison                | Club                    | Division              | M.          | B.          | M.                    | B.                    | Comp.                          | M.                             | B.                             | M.      | B.      | M.    | B.    |
| 1950-1951             | Grenade CF              | Segunda División      | 26          | 11          | -                     | -                     | -                              | -                              | -                              | -       | -       | 26    | 11    |
| 1951-1952             | Real Oviedo             | Segunda División      | 18          | 8           | -                     | -                     | -                              | -                              | -                              | -       | -       | 18    | 8     |
| 1951-1952             | Club Atlético de Madrid | Primera División      | 2           | 0           | 2                     | 0                     | -                              | -                              | -                              | -       | -       | 4     | 0     |
| 1952-1953             | Club Atlético de Madrid | Primera División      | 15          | 5           | 3                     | 0                     | -                              | -                              | -                              | -       | -       | 18    | 5     |
| 1953-1954             | Club Atlético de Madrid | Primera División      | 21          | 5           | 1                     | 0                     | -                              | -                              | -                              | -       | -       | 22    | 5     |
| 1954-1955             | Club Atlético de Madrid | Primera División      | 8           | 0           | -                     | -                     | -                              | -                              | -                              | -       | -       | 8     | 0     |
| 1956-1957             | Rayo Vallecano          | Segunda División      | 14          | 6           | -                     | -                     | -                              | -                              | -                              | -       | -       | 14    | 6     |
| 1956-1957             | Club Atlético de Madrid | Primera División      | 14          | 4           | 1                     | 0                     | -                              | -                              | -                              | -       | -       | 15    | 4     |
| 1957-1958             | Club Atlético de Madrid | Primera División      | 23          | 0           | 2                     | 0                     | -                              | -                              | -                              | 3       | 0       | 28    | 0     |
| 1958-1959             | Club Atlético de Madrid | Primera División      | 27          | 1           | 4                     | 0                     | C1                             | 10                             | 1                              | -       | -       | 41    | 2     |
| 1959-1960             | Club Atlético de Madrid | Primera División      | 21          | 0           | 3                     | 0                     | -                              | -                              | -                              | -       | -       | 24    | 0     |
| 1960-1961             | Club Atlético de Madrid | Primera División      | 14          | 2           | 3                     | 0                     | -                              | -                              | -                              | -       | -       | 17    | 2     |
| 1961-1962             | Club Atlético de Madrid | Primera División      | 24          | 1           | 2                     | 0                     | C2                             | 5                              | 0                              | -       | -       | 31    | 1     |
| 1962-1963             | Club Atlético de Madrid | Primera División      | 1           | 0           | -                     | -                     | -                              | -                              | -                              | -       | -       | 1     | 0     |
| Total sur la carrière | Total sur la carrière   | Total sur la carrière | 228         | 43          | 21                    | 0                     | -                              | 15                             | 1                              | 3       | 0       | 267   | 44    |